# Martin Řehák
Martin Řehák (ur. 20 sierpnia 1933 w miejscowości Hrubá Vrbka w powiecie Hodonín, zm. 25 marca 2010 w Pradze) – czeski lekkoatleta trójskoczek reprezentujący Czechosłowację, medalista mistrzostw Europy.
Na mistrzostwach Europy w 1954 w Bernie zdobył brązowy medal w trójskoku. Na igrzyskach olimpijskich w 1956 w Melbourne zajął 5. miejsce w finale tej konkurencji.
Dwukrotnie stawał na podium alternatywnych igrzysk młodzieży i studentów (srebrny medal w 1953 w Bukareszcie oraz brązowy medal w 1955 w Warszawie).
Był mistrzem Czechosłowacji w trójskoku w trójskoku w latach 1955–1957, wicemistrzem w 1959 i brązowym medalistą w 1960.
Dziesięciokrotnie poprawiał rekord Czechosłowacji w trójskoku, jako pierwszy przekraczając 15 metrów i doprowadzając go do wyniku 15,85 m (27 listopada 1956, Melbourne).